# Radziechowy
Radziechowy ist ein Dorf in der Gemeinde Radziechowy-Wieprz im Powiat Żywiecki in Südpolen. Es leben hier etwa 4500 Menschen.

## Geographie
Radziechowy liegt im Saybuscher Becken (Kotlina Żywiecka) am linken Ufer des Flusses Soła unter den Schlesischen Beskiden (im Westen).

## Geschichte
Der Ort könnte schon in der ersten Hälfte des 14. Jahrhunderts gegründet worden sein, und zwar mit Lipowa vielleicht von der Adelsfamilie der Radwaniten. Im Jahre 1390 wurde die römisch-katholische Pfarrei errichtet.
Politisch gehörte das Dorf ursprünglich zum Herzogtum Auschwitz, der Lehensherrschaft des Königreichs Böhmen. Das Gebiet von Żywiec mit dem Dorf wurde in den 1450ern unter ungeklärten Umständen aus dem Herzogtum Auschwitz herausgelöst. Endgültig gehörte es zu Polen seit 1465.
Bei der Ersten Teilung Polens kam Radziechowy 1772 zum neuen Königreich Galizien und Lodomerien des habsburgischen Kaiserreichs (ab 1804).
1918, nach dem Ende des Ersten Weltkriegs und dem Zusammenbruch der k.u.k. Monarchie, kam Radziechowy zu Polen. Unterbrochen wurde dies nur durch die Besetzung Polens durch die Wehrmacht im Zweiten Weltkrieg. Es gehörte dann zum Landkreis Saybusch im Regierungsbezirk Kattowitz in der Provinz Schlesien (seit 1941 Provinz Oberschlesien).
Von 1975 bis 1998 gehörte Radziechowy zur Woiwodschaft Bielsko-Biała.

## Sehenswürdigkeiten
Sehenswert sind die Martinskirche (Pfarrkirche) und die schon ziemlich selten erhaltenen Holzwohnhäuser, die in der Ulica Główna und in der Ulica Świętego Marcina stehen.
Auf dem benachbarten Berg Matyska steht ein im Jubiläumsjahr 2000 errichtetes Kreuz, zu dem ein Kreuzweg (Golgota der Beskiden) hinaufführt.

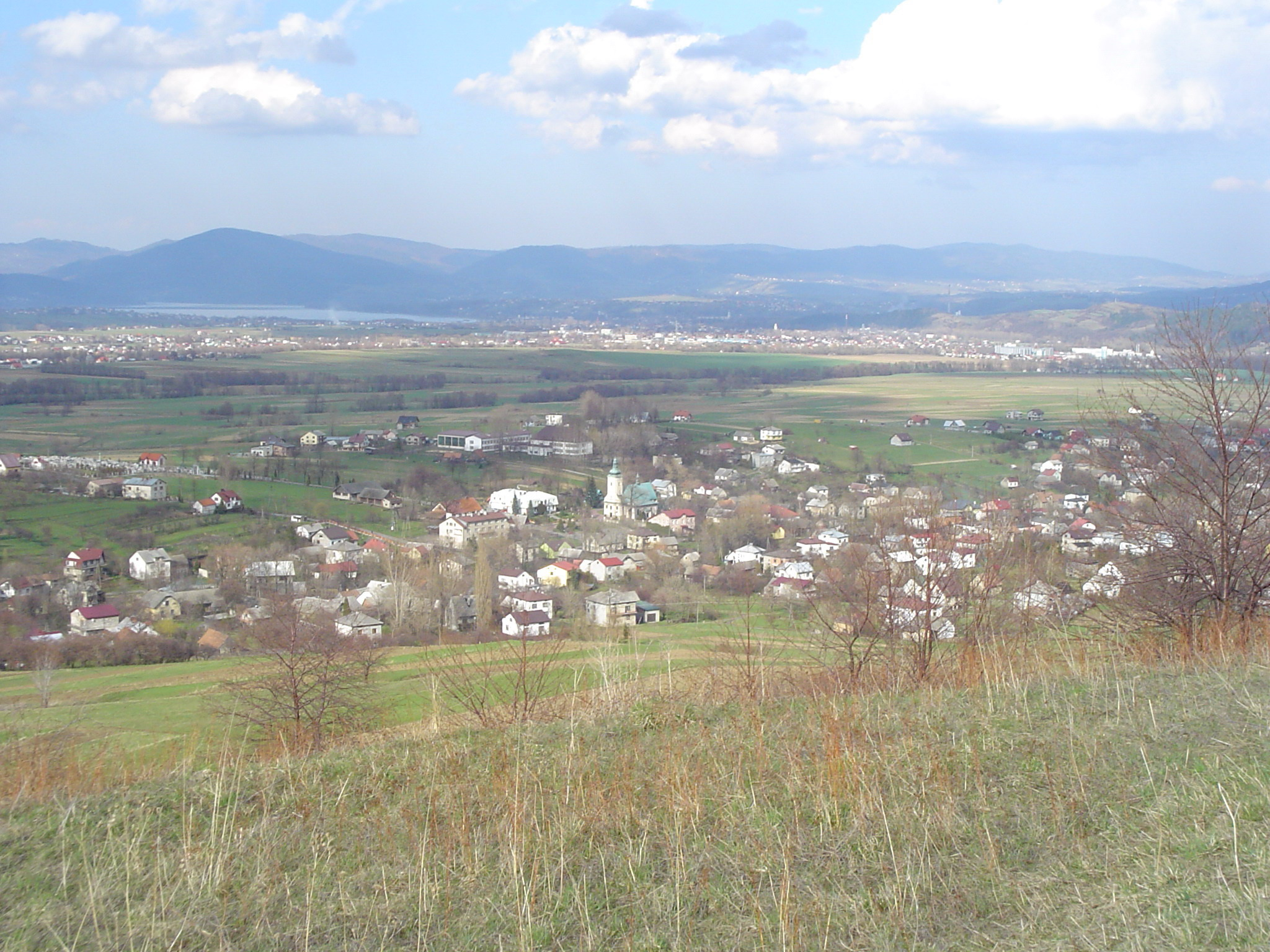
Ein Blick auf Radziechowy vom Hügel Matyska, im Hintergrund Stadt Żywiec und der Żywiecer See
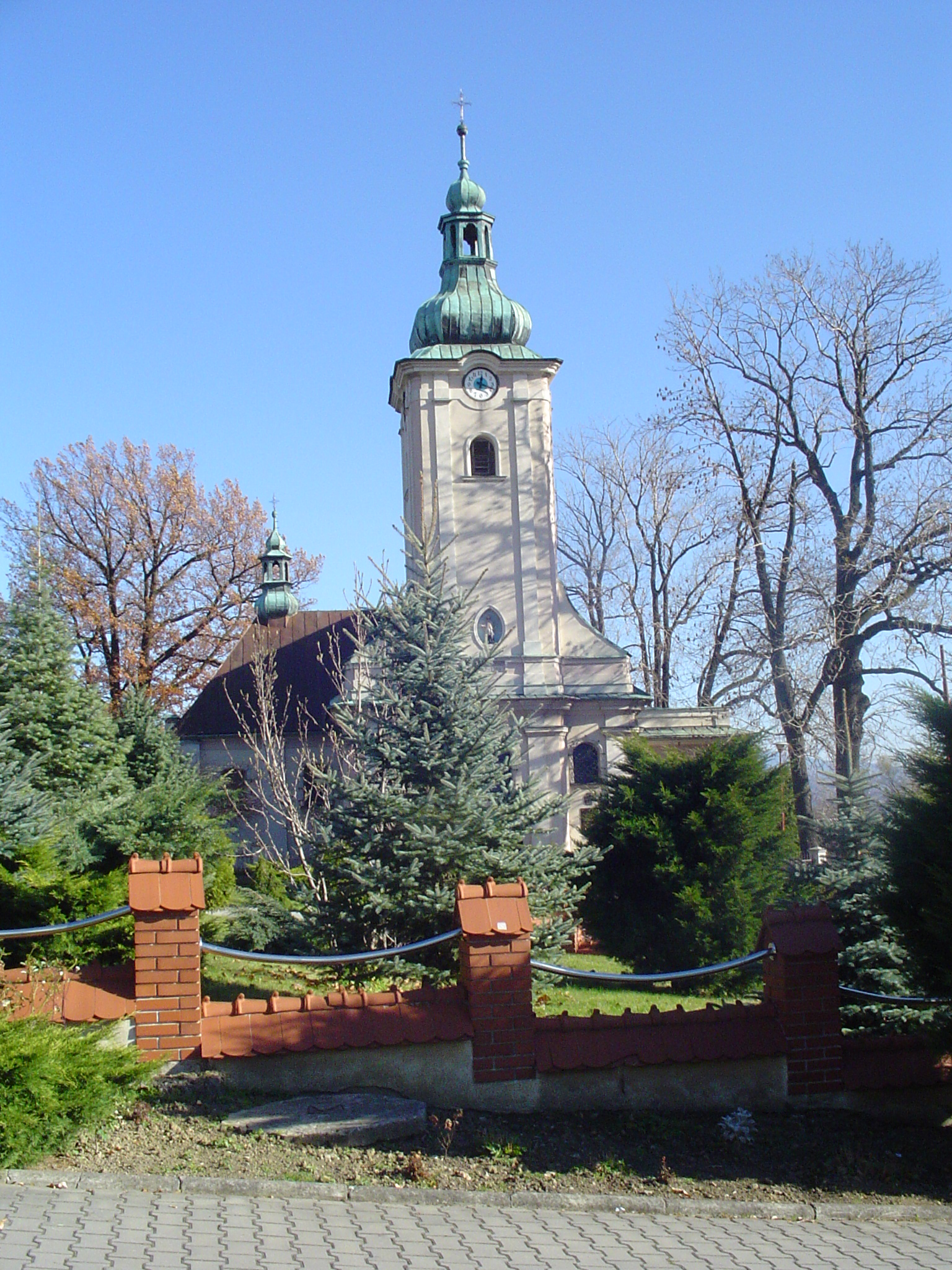
Martinskirche
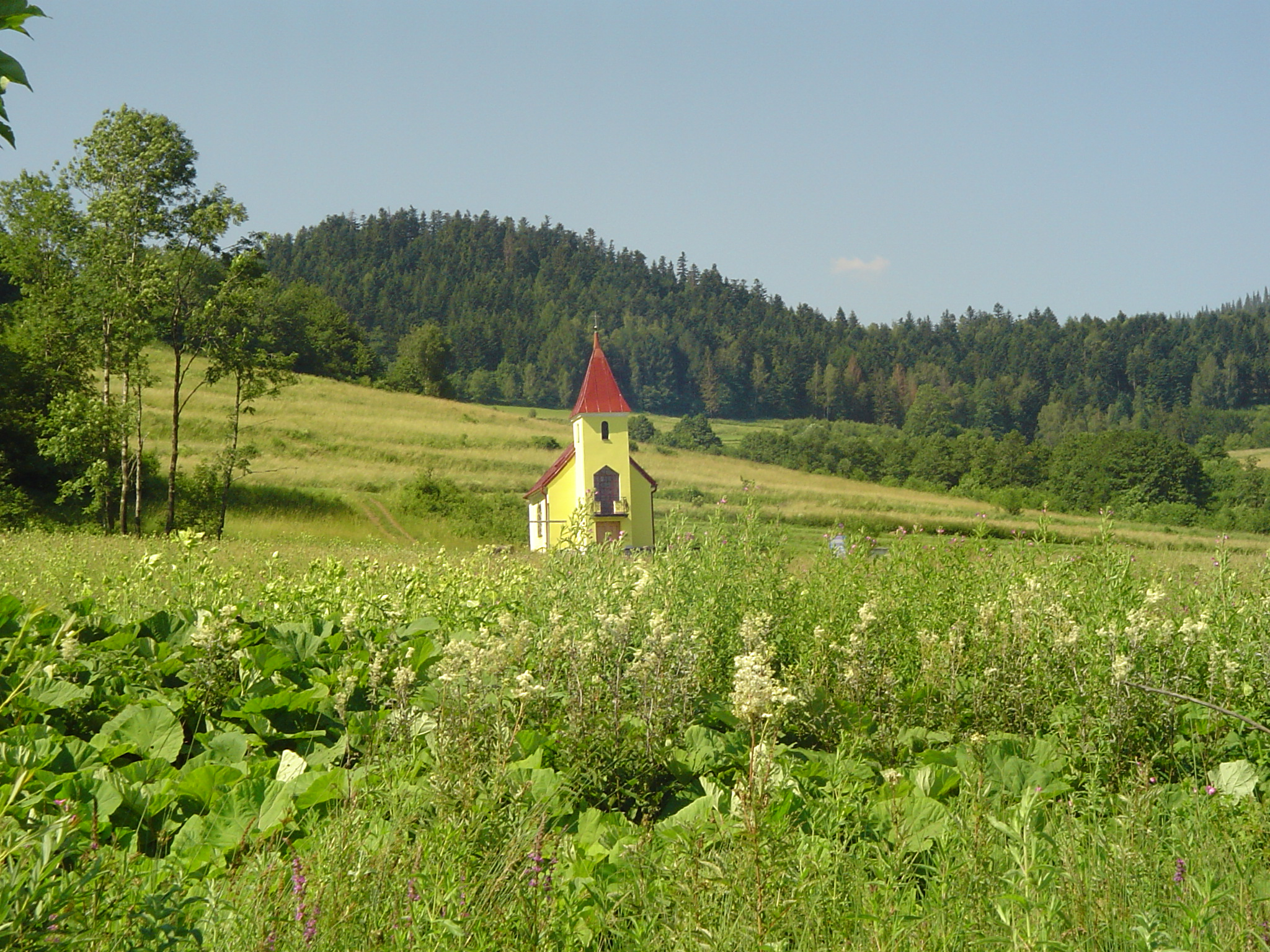
Kapelle
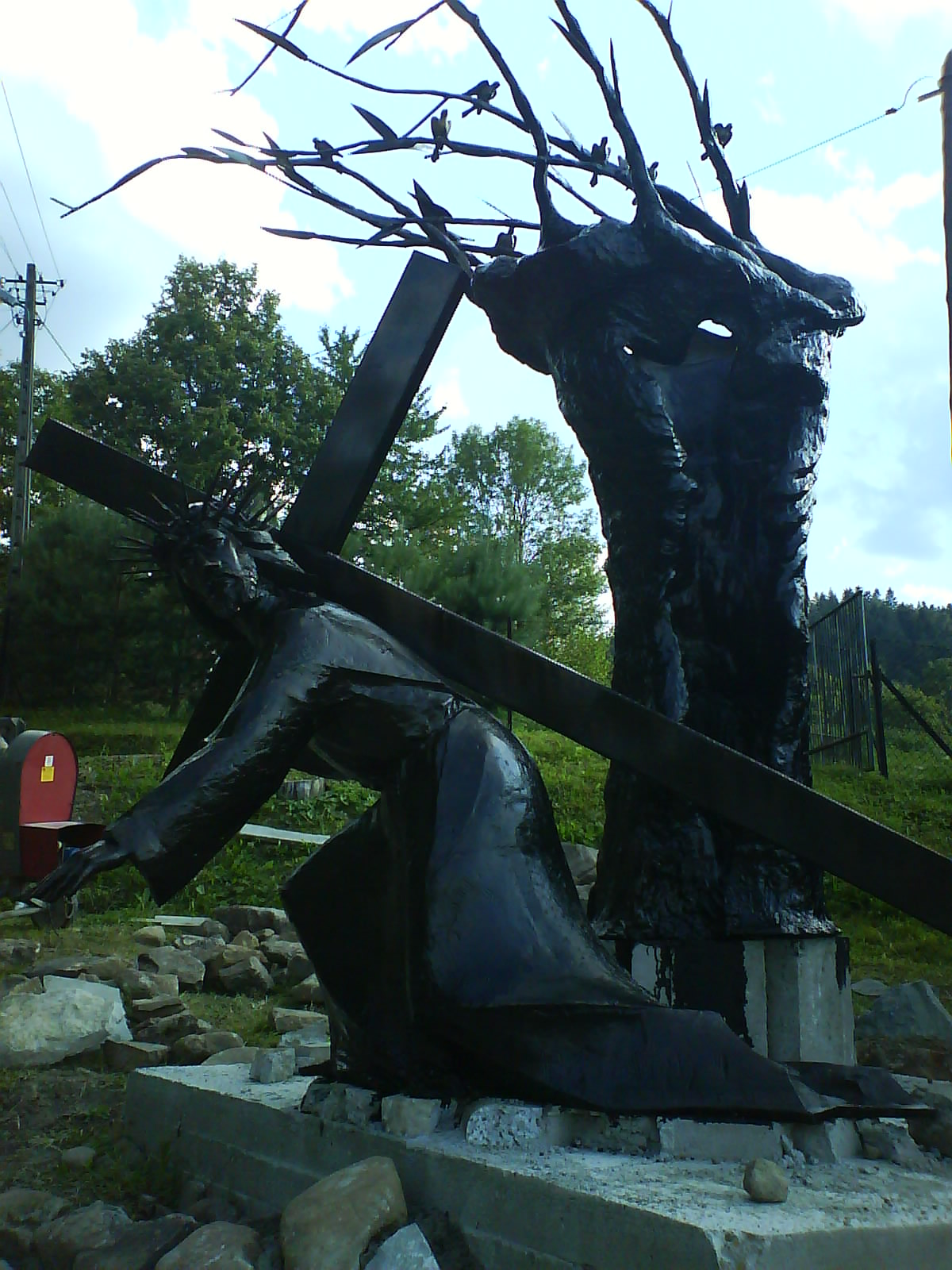
Kreuzweg auf Matyska

## Söhne und Töchter
- Tadeusz Pieronek (1934–2018), Weihbischof in Sosnowiec